# NGC 5411
NGC 5411 (również PGC 49967 lub UGC 8940) – galaktyka eliptyczna (E-S0), znajdująca się w gwiazdozbiorze Wolarza. Odkrył ją Wilhelm Tempel 25 kwietnia 1883 roku. Jest to galaktyka z aktywnym jądrem typu LINER.